# Lý Quang Bật
Lý Quang Bật (chữ Hán: 李光弼; 708-15/8/764) là danh tướng nhà Đường trong lịch sử Trung Quốc. Ông có công dẹp loạn An Sử, trung hưng nhà Đường.

## Thân thế
Lý Quang Bật là người Doanh châu, Liễu Thành. Tổ tiên của ông vốn là người Khiết Đan, cha ông là Lý Khải Lạc phục vụ nhà Đường làm đến chức Tả vũ lâm tướng quân, Tiết độ sứ Sóc Phương.

## Vào chính trường
Lý Quang Bật từ thời trẻ là người giỏi cưỡi ngựa bắn cung, ham đọc sách, có tầm nhìn xa, trọng kỷ luật, sống nghiêm túc, không ưa chơi bời.
Nhờ tài năng, Lý Quang Bật được phong chức Tả vệ lang. Năm 742, ông được phong làm Đô ngụ hầu Sóc Phương. Năm 746, ông đến nhận chức chỉ huy bộ kiêm thủy quân dưới trướng Tiết độ sứ Hà Tây là Vương Trung Tự. Vương Trung Tự thấy ông có khí phách, chăm chỉ làm việc nên rất yêu mến và cho rằng sau này Lý Quang Bật sẽ thay mình.
Năm 749, Lý Quang Bật được phong làm Kế quận công. Năm 752, ông được phong làm Thiền vu đô hộ phó sứ.
Năm 754, Tiết độ sứ Sóc Phương là An Tư Thuận yêu mến tài năng của ông, muốn gả con gái cho, nhưng ông thác bệnh từ quan. Tiết độ sứ Lũng Hữu là Kha Thư Hàn biết ý chí của ông, tiếc tài năng Lý Quang Bật bèn tâu lên triều đình triệu ông về kinh đô Trường An.

## Dẹp loạn An Sử

### Tác chiến ở Hà Bắc

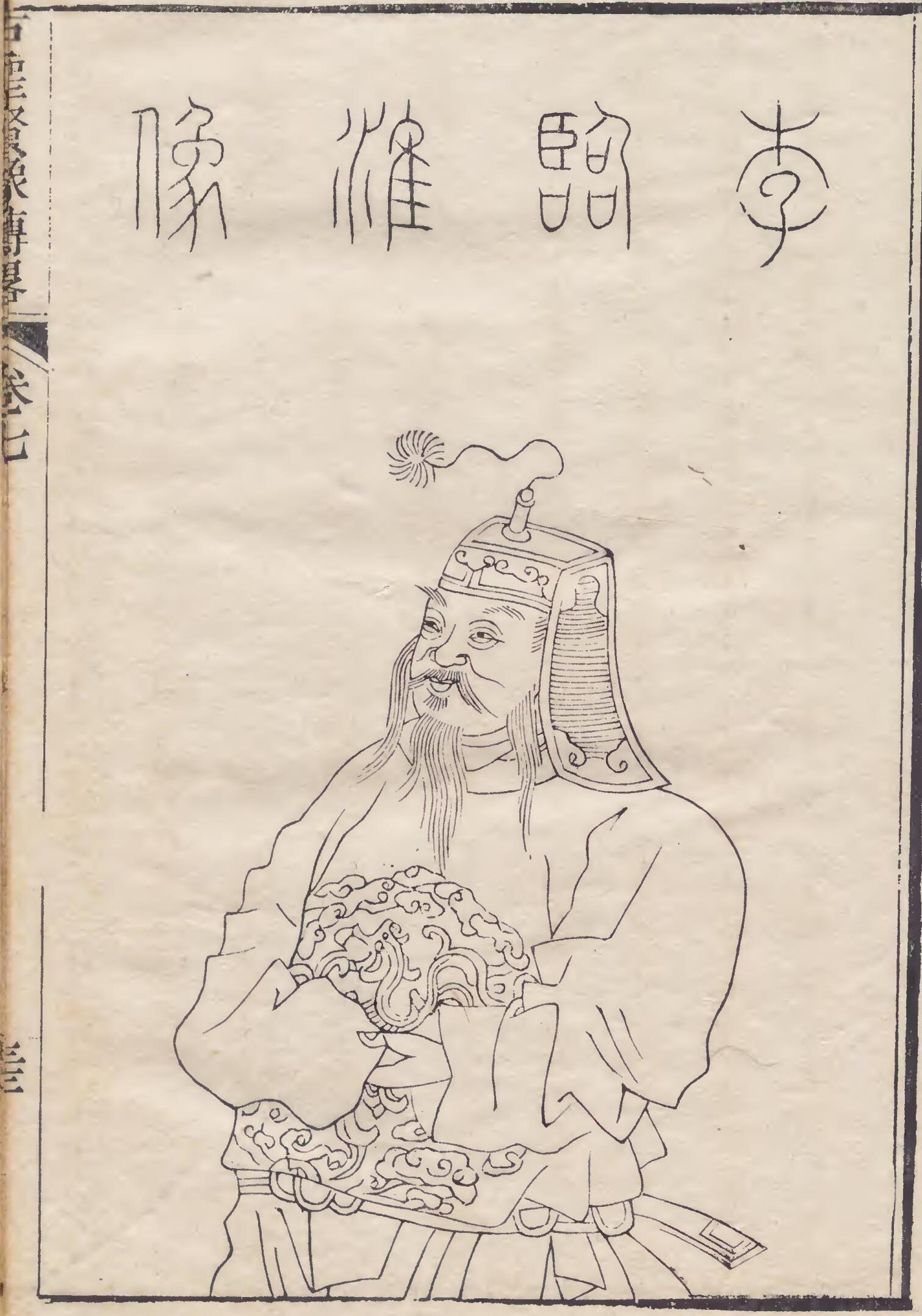
Lý Quang Bật

Tháng 11 năm 755, Tiết độ sứ Phạm Dương là An Lộc Sơn khởi binh chống lại nhà Đường, tự xưng là Yên Đế. Quân yên khí thế mạnh mẽ, sang năm 756 nhanh chóng đánh chiếm nhiều vùng đất thuộc Hà Bắc và Hà Nam.
Đường Huyền Tông sai Kha Thư Hàn mang quân đi dẹp, phong Quách Tử Nghi làm Tiết độ sứ Sóc Phương. Triều đình cần một người làm tổng quản quân đội ở Hà Bắc, Sơn Đông, Huyền Tông bèn trưng cầu các tướng đề cử. Quách Tử Nghi bèn tiến cử Lý Quang Bật.
Tháng giêng năm 756, Lý Quang Bật giữ chức thái thú Ngụy quận, Thái phỏng đạo sứ Hà Bắc, mang 5000 quân cùng Quách Tử Nghi tiến về phía đông, đánh phá Tỉnh Hình, quận Thường Sơn. Tướng Yên là Sử Tư Minh mang mấy vạn quân đến cứu viện, cắt đứt đường vận lương của quân Đường. Lý Quang Bật mang 500 cỗ xe đến Thạch Ấp lấy lương, cùng 1000 quân đi hộ vệ. Trên đường băng qua vùng kiểm soát của Sử Tư Minh, ông sai quân xếp theo đội hình vuông, thần tốc hành quân, kết quả vượt qua vùng quân Yên. Khi Sử Tư Minh phát hiện thì Quang Bật đã đi khỏi.
Có lương thảo đầy đủ, Lý Quang Bật tập hợp lực lượng đánh bại Tư Minh, giành lại hơn 10 huyện. Nhờ công lao đó, ông được kiêm chức Trưởng sử Phạm Dương.
Tháng 6 năm đó Lý Quang Bật theo đề nghị của Quách Tử Nghi, mang quân hỗ trợ giao chiến với các tướng Yên là Thái Hy Đức, Sử Tư Minh và Doãn Tử Kỳ ở Gia Sơn, đại phá quân địch, giết 4 vạn người, bắt sống 400 tù binh. Sử Tư Minh phải bỏ cả ấn và áo chạy về cố thủ ở Bác Lăng. Hơn 10 quận ở Hà Bắc trở lại quy thuận nhà Đường. Quách Tử Nghi và Lý Quang Bật mang quân vây hãm Bác Lăng.
Quách Tử Nghi và Lý Quang Bật kiến nghị Đường Huyền Tông cố thủ giữ chân An Lộc Sơn ở Đồng Quan, còn hai cánh quân Lý, Quách tấn công căn cứ Phạm Dương của Lộc Sơn. Nhưng Đường Huyền Tông không nghe theo, nóng lòng muốn thắng lợi, bèn ép Kha Thư Hàn xuất kích từ Đồng Quan ra đánh quân Yên. Thư Hàn không thể chống lệnh đành mang quân ra đánh, bị thảm bại. Quân yên thắng lớn thừa cơ tiến vào Trường An. Đường Huyền Tông phải bỏ chạy vào đất Thục.
Tháng 7 năm 756, thái tử Lý Hanh bèn lên ngôi ở Linh Vũ, tức là Đường Túc Tông, vọng tôn Huyền Tông làm thái thượng hoàng. Lực lượng của Đường Túc Tông mới tập hợp khá nhỏ yếu, Quách Tử Nghi và Lý Quang Bật đang chiếm ưu thế ở Hà Bắc, được lệnh về Linh Vũ hộ giá.

### Trấn thủ Thái Nguyên
Lý Quang Bật được phong làm thượng thư bộ Hộ kiêm Thái Nguyên doãn Bắc Kinh lưu thủ, Bình chương sự, lĩnh 5000 quân đến Thái Nguyên. Quan Thị ngự sử Thôi Chúng mâu thuẫn với Tiết độ sứ Vương Thừa Nghiệp, bèn sai thủ hạ gây rối loạn trong quân và không chịu bàn giao quân cho Lý Quang Bật. Ông bèn bắt giết Thôi Chúng để răn đe quân sĩ.
Sử Tư Minh, Thái Hy Đức, Cao Tử Nham, Cao Đình Giá mang hơn 10 vạn quân tấn công Thái Nguyên. Phần lớn số quân tinh nhuệ ở đây đã đưa ra chiến trường, tại thành chỉ còn quân già yếu, chưa đủ 1 vạn người. Sử Tư Minh biết trong thành ít quân, bèn hạ lệnh cho quân Yên chuẩn bị tấn công ồ ạt, nhưng sau 1 tháng vẫn không hạ được thành. Tư Minh chọn ra một đội quân tinh nhuệ dùng kế giương đông kích tây, nhưng quân của Quang Bật luôn phòng thủ chặt chẽ các cửa nên quân Yên không thể xâm nhập.
Tư Minh cho quân đến trước thành chửi mắng để khiêu khích quân Đường. Lý Quang Bật bèn cho quân đào địa đạo ra ngoài. Khi quân Yên đang mải nhìn lên thành chửi mắng, quân Đường bất ngờ từ địa đạo xông đến bắt mấy người lôi xuống rồi chặt đầu bêu lên mặt thành để răn đe. Từ đó quân Yên không dám tới chửi mắng nữa.
Ông sai thợ thủ công chế ra những máy bắn đá lớn và dùng nỏ to, mỗi khi quân Yên đến gần, quân Đường đồng loạt bắn ra, giết được khá nhiều quân địch. Lý Quang Bật lại sai người phao tin trong thành sắp hết lương, chuẩn bị đầu hàng. Quân yên tưởng thật. Đến ngày đã định, ông sai phó tướng mang vài ngàn người đến doanh trại quân Yên giả cách đầu hàng. Khi quân trá hàng đến gần, các toán quân từ địa đạo cũng vọt lên cùng xông đến đánh giết. Quân yên hoảng sợ, hỗn loạn, bị giết 7 vạn người. Quân Đường thu được nhiều vũ khí.
Sau thắng lợi đó, Lý Quang Bật tiếp tục đánh thắng quân Yên nhiều trận, thu hồi Thanh Di, Hoàng Dã, bắt được tướng Yên là Lý Hoằng Nghĩa. Nhờ lập công lao, ông được phong làm Tư không kiêm Thượng thư bộ Binh, Ngụy quốc công, hưởng lộc 800 hộ. Năm 758 ông lại được phong làm Thị trung, Trịnh quốc công.

### Bại binh Nghiệp Thành
Năm 759, Đường Túc Tông phong Lý Quang Bật làm Phó nguyên soái (Nguyên soái là hoàng tử Triệu vương Lý Hệ). Tháng 8 năm đó ông lại được kiêm chức Trưởng sử phủ đại đô đốc U châu, Doanh điền kinh lược sứ, Tiết độ sứ Hà Bắc.
Lúc đó Quách Tử Nghi đã thu phục được hai kinh Trường An và Lạc Dương. Vua Yên là An Khánh Tự (giết An Lộc Sơn cướp ngôi) bỏ chạy về cố thủ Nghiệp Thành. Tháng 9 năm 758, Quách Tử Nghi cùng Lý Quang Bật và 7 Tiết độ sứ nhà Đường được lệnh đi đánh An Khánh Tự ở Nghiệp Thành. Quân Đường có tổng cộng 60 vạn người. Đường Túc Tông lại cho rằng vì Tử Nghi và Quang Bật có công trận ngang nhau, không thể đặt ai trên ai, nên sai hoạn quan Ngư Triều Ân làm tổng chỉ huy.
An Khánh Tự sai người cầu cứu Sử Tư Minh. Tư Minh vốn đã hàng nhà Đường, nhưng bất mãn vì phát hiện Đường Túc Tông có ý trừ khử mình, bèn mang 10 vạn quân trở lại chống nhà Đường, từ Phạm Dương đi cứu An Khánh Tự.
Tháng 2 năm 759, Tiết độ sứ 9 phương của nhà Đường dẫn quân đông đảo tới bao vây Nghiệp Thành. Quân Đường dẫn nước sông Chương vào thành. Được tin Sử Tư Minh tới cứu viện, Lý Quang Bật kiến nghị nên chia quân ra đánh Tư Minh và tấn công Nghiệp Thành. Hoạn quan Ngư Triều Ân không hiểu việc quân sự nên bác bỏ ý kiến của ông, dùng dằng không ra lệnh tác chiến.
Sử Tư Minh thấy quân Đường vây lâu ngày không hạ được thành, bèn tiến quân. Tư Minh tiến lên hạ trại cách quân Đường 50 dặm, chia một cánh quân đi cướp lương quân Đường, các cánh quân nhỏ khác đến tập kích ban đêm khiến quân Đường bị tổn thất khá nặng. Quân Đường bị thiếu lương đều dao động. Sau đó Tư Minh dẫn 5 vạn quân đánh thẳng vào đại trại quân Đường. Lúc đó gió bụi bốc lên mù mịt. Quân Đường thua lớn, các Tiết độ sứ chạy tản mỗi người một nơi.
Trong lúc hỗn loạn, nhiều tướng nhà Đường để cho quân sĩ cướp bóc nhà dân, riêng cánh quân của Lý Quang Bật chỉ huy rất nghiêm túc rút lui, trở về Biện châu.
Sử Tư Minh cứu Nghiệp Thành xong giết luôn An Khánh Tự tự xưng làm vua Yên, mang hơn 10 vạn quân tấn công Biện châu, Trịnh châu và tiến tới Lạc Dương.

### Thay Quách Tử Nghi
Do sự gièm pha của Ngư Triều Ân, Quách Tử Nghị bị bãi chức. Lý Quang Bật được Túc Tông trọng dụng, phong làm Thái úy kiêm trung thư lệnh, thay Tử Nghi làm Tiết độ sứ phương bắc. Khi nhận lệnh, Quang Bật từ Biện châu lên đường tới Lạc Dương ngay trong đêm tiếp quản quân của Tử Nghi. Ông dặn phó tướng Hứa Thúc Ký cố gắng giữ thành trong nửa tháng thì sẽ đến cứu. Đến nơi, ông chỉnh lý lại hiệu lệnh chặt chẽ. Đội quân của Tử Nghi vốn quen được đối xử nhân hậu rộng rãi, lúc đó bị kỷ luật siết chặt của Quang Bật nên nhiều người không bằng lòng, có ý ghét ông.
Tả sưởng binh mã Trương Dụng Tế đóng quân ở Hà Dương, được lệnh Lý Quang Bật triệu kiến, tỏ ra bất mãn vì việc ông tức tốc lĩnh quyền trong đêm, cho rằng Quang Bật nghi ngờ mình. Vì vậy Dụng Tế định mang quân bản bộ đuổi Quang Bật để triệu Quách Tử Nghi về. Do sự can ngăn của Bộc Cố Hoài Ân, Dụng Tế thôi không dám chống đối. Tuy nhiên ý định của Dụng Tế vẫn đến tai Quang Bật. Khi Dụng Tế đến theo lệnh triệu tập, ông bèn bắt Dụng Tế mang chém.

### Phòng thủ Hà Dương
Trong khi Quang Bật tiếp quản quân của Quách Tử Nghi thì Sử Tư Minh đánh đến Biện châu. Hứa Thúc Ký không theo lời dặn của Quang Bật, cùng các thuộc hạ Lương Phủ, Lưu Tùng Gián đầu hàng quân Yên. Tư Minh sai các hàng tướng đi đánh Giang, Hoài, còn mình mang quân đánh Lạc Dương, khí thế rất mạnh.
Trước thế mạnh của quân Yên, Lý Quang Bật liệu thế không chống nổi. Không theo lời bàn của Lưu thủ Lạc Dương là Vĩ Trắc muốn về hẳn Đồng Quan vì như vậy bỏ hẳn 500 dặm đất cho quân Yên chiếm, Lý Quang Bật chủ trương rút về Hà Dương. Ông lệnh cho toàn dân trong thành cùng quân lính dời đi Hà Dương, để lại thành không cho quân Yên. Ông cho tu bổ 3 tòa thành ở Hà Dương chuẩn bị phòng thủ.
Sử Tư Minh biết Lý Quang Bật giỏi dùng binh, thấy ông rút đi vẫn không dám đuổi mà đợi quân Đường và dân Lạc Dương đi hết mới thúc quân vào chiếm thành. Tháng 10 năm đó, Sử Tư Minh mang đại quân tấn công Hà Dương. Lý Quang Bật bình tĩnh bố trí phòng thủ. Tiên phong quân Yên là Lưu Long Tiên đến đánh thành, giương oai diễu võ. Lý Quang Bật sai Bạch Hiếu Đức ra trận chém chết Long Tiên.
Sử Tư Minh nuôi 1000 con ngựa tốt, hàng ngày cho ra bờ suối ăn cỏ. Lý Quang Bật dụng tâm chiếm lấy, bèn sai thả 500 ngựa cái trong thành ra. Ngựa con trong thành vắng mẹ nên cất tiếng hí gọi. Khi ngựa mẹ và ngựa con gọi nhau thì bầy ngựa của quân Yên đồng loạt lội qua suối đuổi theo đàn ngựa cái. Lý Quang Bật cho mở cửa thành lùa cả ngựa cũ và ngựa mới vào.
Sử Tư Minh đánh Hà Dương lâu ngày không hạ được. Lý Quang Bật tránh địch ở chính diện mà mang một cánh quân đi phản kích ở phía tây thành Trung Đan, đánh bại 5000 quân địch, chém hơn 1000 người.
Tuy giữ được thành nhưng Lý Quang Bật sắp cạn lương trong thành Hà Dương. Ông giao lại thành cho Lý Bão Ngọc, dặn cố thủ trong 2 ngày, còn tự mình ra Hà Thanh trưng thu lương thực. Để đề phòng quân Yên cắt đường vận chuyển, ông chia một cánh quân đóng ở bến Dã Thủy phía bắc Hà Thanh. Sau ngày đầu tiên, ông cho thuộc tướng Ung Hy Hạo chỉ huy hơn 1000 quân ở lại bến Dã Thủy, còn ông đột ngột trở lại Hà Dương và dặn Hy Hạo:
Thuộc hạ của Sử Tư Minh là Lý Nhân Việt, Cao Đình Huy, Dự Văn Cảnh đều là mãnh tướng, tối nay ắt có một kẻ đến tập kích. Các ngươi chỉ phòng thủ, không được ra đánh. Nếu hắn muốn đầu hàng thì giải hắn về Hà Dương
Hy Hạo ngạc nhiên nghe lệnh. Đêm hôm đó Lý Nhân Việt mang quân Yên đến đánh, Hy Hạo cố ý cho quân nói to cho quân Yên biết là quân Đường đã phòng thủ chặt. Lý Nhân Việt vốn nhận lệnh của Sử Tư Minh, phải đi đánh úp bắt cho được Lý Quang Bật nhân cơ hội ông đã rời thành, nếu không bắt được Quang Bật thì bị tội chết. Vì không gặp Lý Quang Bật, Nhân Việt sợ tội với Tư Minh nên xin hàng.
Nhân Việt đến Hà Dương đầu hàng Lý Quang Bật, lại định viết thư dụ bạn là Cao Đình Huy về hàng, nhưng Quang Bật khẳng định không cần dụ thì Đình Huy cũng hàng. Mấy ngày sau, Đình Huy cũng tới hàng. Cả hai hàng tướng được Lý Quang Bật trọng đãi. Mọi người rất khâm phục sự tính toán của ông.
Trong khi Lý Quang Bật ra ngoài lấy lương thì Chu Bão Ngọc cũng đánh lui được một đợt tấn công của quân Yên dưới quyền Chu Chí.
Chu Chí rút lui, lại mang 5000 quân đến đánh thành Trung Đan. Lý Quang Bật vừa từ bến Dã Thủy trở về Trung Đan, hạ lệnh dựng rào gỗ phòng thủ. Chu Chí mang quân đến nơi, Lý Quang Bật sai bộ tướng Lệ Phi Nguyên Lễ ra đánh bại Chu Chí.
Thấy Chu Chí liên tiếp thất bại, Sử Tư Minh thay đổi chiến thuật, cho thuyền gỗ chở củi tẩm dầu châm lửa, thả trôi từ thượng nguồn xuống để đốt cháy 2 cây cầu nhằm chia cắt sự liên lạc giữa 3 tòa thành Hà Dương. Nhưng Lý Quang Bật phòng bị trước, ông sai quân dùng sào dài chặn thuyền và lấy đá lớn dìm thuyền lửa xuống sông.
Sử Tư Minh tức giận lại sai Chu Chí mang 3 vạn quân đánh Bắc thành, còn tự mình tấn công Nam thành. Quang Bật đoán biết quân Yên chỉ tấn công Bắc thành, bèn giao cho Lý Bão Ngọc trấn thủ Nam thành, còn mình mang quân chủ lực ra Bắc thành. Thấy quân địch tuy đông nhưng hỗn loạn, Lý Quang Bật dự liệu quân Yên không đáng sợ. Ông sai 2 bộ tướng Hách Ngọc và Luận Dung Trinh chia đường ra đánh. Quân Đường đại phá quân Yên, giết hơn 1 vạn người, bắt sống 2 tướng Yên là Từ Hoàng Ngọc và Lý Tần Thu cùng 8000 người, thu rất nhiều khí giới.
Sử Tư Minh đang đánh Nam thành, không biết quân đánh Bắc Thành bại trận. Lý Quang Bật sai mang tù binh bắt được đến Nam thành, chém ở bờ sông để uy hiếp quân Yên. Quân yên khiếp sợ, Sử Tư Minh phải lui quân.
Lý Quang Bật thừa thắng mang quân tấn công Hoài châu, bắt sống các tướng Yên là Chu Chí, An Thái Thanh, Dương Hy Văn. Nhờ công lao trong trận này, ông được phong làm Lâm Hoài quận vương, phong thực ấp 1500 hộ. Trận Hà Dương, Lý Quang Bật chỉ có 2 vạn quân nhưng đã bại hơn 10 vạn quân Yên của Sử Tư Minh.

### Bị gièm pha về Lâm Hoài
Chiến thắng của Lý Quang Bật ngoài mặt trận lại khiến hoạn quan Ngư Triều Ân ghen ghét, tâu với Đường Túc Tông rằng quân Yên ô hợp dễ đánh khiến Túc Tông hoài nghi tài năng của ông. Ngoài ra, tướng Bộc Cố Hoài Ân cũng gièm pha rằng quân Yên không mạnh nên Quang Bật mới đánh được.
Vì vậy Túc Tông nhất định bắt Lý Quang Bật ra quân thu phục Lạc Dương, trong khi ông nhận định quân địch còn mạnh chưa thể đánh chiếm thành được. Vì bị triều đình cưỡng bách, Quang Bật đành phải ra quân. Ông chia đường cùng Hoài Ân đánh thành, nhưng Hoài Ân không đến đúng điểm hẹn như đã định. Kết quả quân Đường bị quân Yên đánh bại ở Mang Sơn. Lý Quang Bật phải rút quân từ Hà Dương về cố thủ ở Văn Hỷ. Ông dâng biểu xin nhận tội, kết quả bị Đường Túc Tông tước hết binh quyền.
Sau đó cha con Sử Tư Minh lại tàn sát lẫn nhau. Con Tư Minh là Sử Triều Nghĩa làm vua Yên nhưng lực lượng ngày càng suy yếu. Năm 762, Lý Quang Bật lại được Đường Túc Tông gọi ra phong làm Hà Nam Phó nguyên soái kiêm thị trung, lãnh Tiết độ sứ hành doanh tám đạo Hà Nam, Hoài Nam, ra trấn thủ Lâm Hoài. Ông tham gia trận đánh cùng quân Hồi Hột thu phục đông đô Lạc Dương, đuổi quân Sử Triều Nghĩa chạy lên phía bắc. Sử Triều Nghĩa bị các trấn phản lại, đường cùng phải tự sát. Loạn An Sử chấm dứt.
Trong thời gian trấn trị Lâm Hoài có xảy ra cuộc nổi dậy của Viên Triều ở Triết Đông. Lý Quang Bật điều quân đi đánh dẹp được.
Năm 764 đời Đường Đại Tông, Lý Quang Bật lâm bệnh qua đời. Năm đó ông 57 tuổi.

## Nhận định
Lý Quang Bật giỏi dùng binh, được coi là công thần bậc nhất thời trung hưng nhà Đường. Đối với cuộc chiến dẹp loạn An Sử, công lao của ông và Quách Tử Nghi được đánh giá ngang nhau. Tuy nhiên, khi so sánh ông và Quách Tử Nghi, các sử gia có nhận định khác. Cả Quang Bật và Tử Nghi đều bị gian thần gièm pha và bị triều đình bạc đãi, nhưng khi nhà Đường lâm nguy, Tử Nghi vẫn ra sức cứu vua, còn Lý Quang Bật chỉ đóng quân tại bản bộ không ứng cứu. Vì vậy ông được xem là người không có được sự tận trung như Tử Nghi.